# Julia Adams
Julia Ulrika Polly Adams, född 12 oktober 1990 i Norrköping, är en svensk artist och låtskrivare bosatt i Stockholm. 
Som 16-åring startade hon bandet Little Marbles tillsammans med en klasskamrat. Tre musikalbum och sex år senare bestämde duon sig för att skiljas åt. Julia Adams, nu som soloprofil, började vända sig mer mot ballader, RnB, och renodlade poplåtar , och påbörjade ett samarbete med Chords (Jens Resch) som skulle leda till EP:n Chanslös, inspelad 2015 i studion Svart Lax. Därefter har Julia Adams släppt ett flertal singlar, såsom Allt jag nånsin, Som jag, 0400AM och deja vu. I slutet på 2017 släppte hon singeln "R", och 2018 släppte hon singlarna gröna linjen, Origami & mamma.
Julia Adams är signad till Bad Taste Empire, samma management som arbetar med Timbuktu, Tomas Andersson Wij, Chords med flera och har under 2020 och 2021 släppt singlarna Jag är din musik, Jag ska bli bättre, Julia, Gå med mig (When We Were Kings) och Fuck det där som även hittas på debutalbumet Konsten att leva som släpptes i maj 2021.  
Julia Adams har uppträtt på Popaganda, Stay Out West, Malmöfestivalen, Where’s The Music, By:Larm, Øyafestivalen, Musikhjälpen, P3 Session och Queens Of Pop.

## Diskografi

### Album
- 2021 - Konsten att leva[9]

### EP
- 2015 – Chanslös

### Singlar
- 2015 – "Chanslös"
- 2015 – "Som Jag"
- 2015 – "Allt Jag Nånsin"
- 2015 – "Brändes"
- 2015 – "0400AM"[10]
- 2016 – "Spegelbild"
- 2017 – "Deja Vu"
- 2017 – "R"[11]
- 2018 – "Gröna Linjen"[12]
- 2018 – "Origami"
- 2018 – "mamma"
- 2020 – "Jag är din musik"
- 2020 – "Jag ska bli bättre"
- 2020 –"Jag ska bli bättre (akustisk)"
- 2021 – "Julia (feat. Beatrice Eli)"
- 2021 – "Gå med mig (When We Were Kings)
- 2021 – "Fuck det där"

### Medverkar på
- Ærlighet varer lengst (Kaveh, Julia Adams, 2014)
- Förstöra (Beri, Julia Adams, 2017)
- Om du bara visste (Albin Johnsén, Julia Adams, 2018)
- Färger i en vind (We Love Disney, 2019)